# 刪除全宇宙
〈刪除全宇宙〉（英語：A Glitch Is a Glitch）是《探險活寶》第五季的第15集。在卡通頻道2013年4月1日播出。本集 (探險活寶第四季)為主角。在這一集裡，冰霸王作了一個電腦病毒，除了他和泡泡糖公主刪除哇賽祕境一切。阿寶和老皮要在刪除宇宙之前移除病毒。